# PowerPC 970

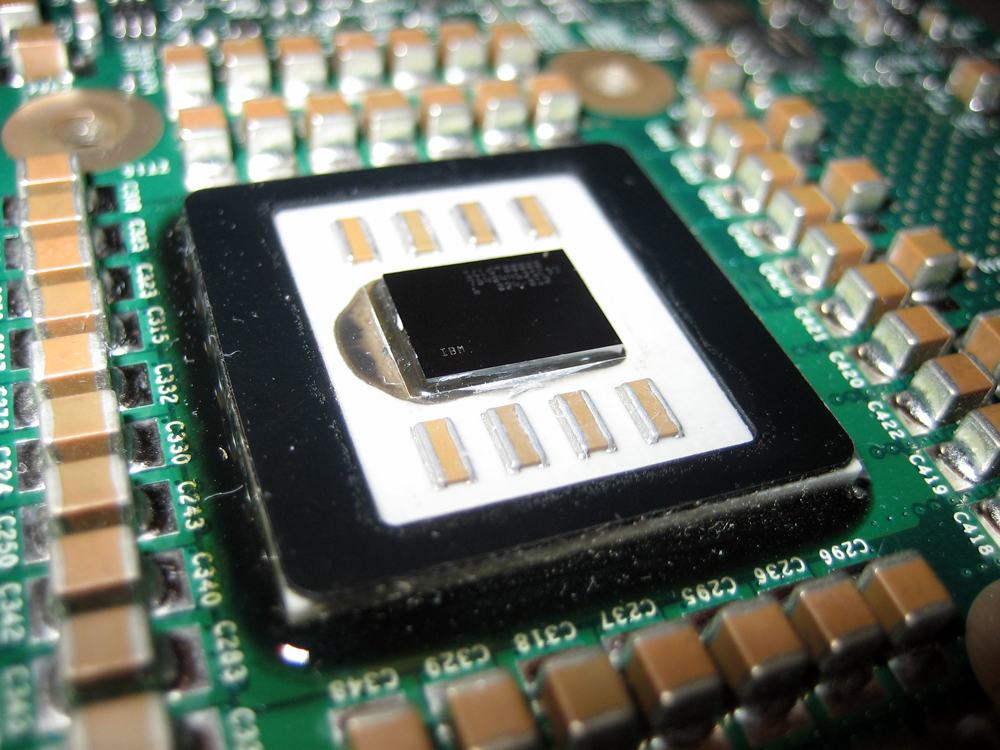
Processeur PowerPC 970FX

Les PowerPC 970 et PowerPC 970FX, aussi connus sous le nom de PowerPC G5, sont des microprocesseurs RISC 64 bits de la famille PowerPC. Conçus par IBM et Apple, ils dérivent des processeurs POWER 4 d’IBM. Ils intègrent l’unité de calcul vectorielle AltiVec déjà utilisée pour les PowerPC G4. Bien que nativement en 64 bits, les PowerPC G5 supportent aussi nativement les instructions 32 bits.

## Caractéristiques
Lancés en 2002, les PowerPC 970 sont gravés en 130 nm et fonctionnaient à l’origine à des fréquences de 1,4 à 1,8 GHz. Ils intègrent 58 millions de transistors. Un processeur à 2 GHz est sorti en 2003.
Les PowerPC 970FX sont sortis en 2003 et tournent à des fréquences entre 1,6 et 2,7 GHz. Ils sont gravés en 90 nm ce qui leur permet de dégager moins de chaleur que les PowerPC 970. Ils intègrent aussi 58 millions de transistors.
Le PowerPC 970GX possède un cache de niveau 2 de 1 Mio, contre 512 Kio pour le FX.
Le PowerPC 970MP est un processeur dual-core, sorti au courant du troisième trimestre 2005. Il atteint une fréquence de 2,5 GHz et est gravé en 90 nm, puis plus tard en 65 nm. Le 970MP équipait les derniers Power Mac G5.

## Utilisation
Les PowerPC 970 sont principalement utilisés dans les serveurs IBM et dans les ordinateurs Power Mac, Xserve et iMac d’Apple sortis jusqu’en 2005. G5 est le nom donné par Apple aux PowerPC de la famille 970, qui réfère à la cinquième génération de PowerPC.
Ils sont aussi utilisés dans les supercalculateurs. En novembre 2004, un supercalculateur à base de PowerPC 970 était le 5e ordinateur le plus puissant du monde et un cluster de Xserve G5 était le 14e plus puissant (Source : top500.org). Les clusters de G5 sont caractérisés par leur faible coût et donc leur rapport performance/prix très supérieur aux autres supercalculateurs.